# Districtul Nišava
Districtul Nišava  (în sârbă Нишавски округ) este o unitate administrativă de gradul I, situată în partea de nord a Serbiei. Reședința sa este orașul Niš. Cuprinde 6 comune care la rândul lor sunt alcătuite din localități (orașe și sate) și orașul Niš, divizat în 5 municipalități.

## Comune
- Aleksinac
- Svrljig
- Merošina
- Ražanj
- Doljevac
- Gadžin Han

## Municipalitățile orașuluiNiš
- Medijana
- Niška Banja
- Palilula
- Pantelej
- Crveni Krst